# Gustav Kars
Pour les articles homonymes, voir Kars (homonymie).
Gustav Kars est un musicologue autrichien, né à Shanghaï le 13 juillet 1913 et mort à Montreuil le 6 mars 1995. Il était docteur de l'Université de Vienne et chargé de cours de civilisation germanique à l'Université Paris 8.

## Biographie
Il rencontre à Calcutta Mila, médecin qualifié ayant choisi de travailler dans un hôpital de la Croix-Rouge en Inde à la suite de son veuvage en Nouvelle-Zélande. Ils sont tous les deux des Juifs viennois ayant fui l'Autriche après l'Anschluss, en 1938. 
Ils se marient et ont deux enfants, une fille et un fils, Jean-Rodolphe Kars, en 1947. Celui-ci fera une courte et brillante carrière de  pianiste, puis deviendra prêtre catholique.
En 1948, estimant que l'Europe offrirait à leurs enfants une occasion de faire des études supérieures, ils quittent l'Inde pour venir s'installer en France, vivent quelque temps au Chambon-sur-Lignon, puis s'installent dans le quartier d'Alésia à Paris en 1953. Gustav Kars travaille alors dans une école privée juive.
Par la suite, il s'installe avec sa famille à Saint-Mandé et devient assistant au Centre universitaire de Vincennes puis à l'Université Paris 8. Gustav Kars avait une très large culture musicale, et a participé à de nombreux ouvrages de musicologie ,.

## Publications
- Encyclopédie des musiques sacrées, dirigée par Jacques Porte, éditions Labergerie, contribution, 1971.
- Poetisches Bild als historisches Abbild : Bemerkungen zur Lyrik Georg Trakls, Alfred Doppler, Georg Trakl in wechselnder Bedeutung, Paris, Institut autrichien, 1974.
- Le Siècle de Bruckner, dirigé par Paul-Gilbert Langevin, La Revue musicale, contribution, 1975.
- Anton Bruckner, apogée de la symphonie de Paul-Gilbert Langevin, contribution, 1976.
- Réflexions sur la musique autrichienne, Cahiers universitaires d'information sur l'Autriche, 1977[6].
- Larousse de la musique, dirigé par Marc Vignal, éditions Larousse, contribution, 1982.
- Spätlese, lebensernte eines Aussenseiters, essai bilingue allemand-français, 1985.
- Das Bild des Juden in der deutschen Literatur des 18. und 19. Jahrhunderts, éditions Burg-Verlag, 1988.  (ISBN 3-922123-34-1)
- An des Jahrhunderts Neige, Fribourg-en-Brisgau, Burg Verlag, 1993.

## Édition
- Vie et création musicales : Hans Erich Apostel, Gottfried von Einem, Hanns Eisler, Josef Matthias Hauer, Ernst Křenek, Franz Schmidt, Arnold Schönberg, Franz Schreker, Egon Wellesz. Réflexions et chroniques sur la musique en Autriche, discours d'ouverture du festival de Salzbourg, études réunies par Gustav Kars, Mont-Saint-Aignan, Centre d'études et de recherches autrichiennes, 1977.
- Peter Altenberg : les idées et l'écriture, par Miguel Couffon, sous la direction de Philippe Ivernel et Gustav Kars, 1975.
- Die musikalische Revolution in Wien um die Jahrhundertwende und ihre Folgen bis in die Gegenwart, par Alain Pierre, sous la direction de Joseph Rovan et Gustav Kars, 1975.

## Traduction
- L'Inde, par Joe David Brown (en), traduction de l'américain par Gustav Kars, New York, Time, 1967.
- Sur les traces de la vie : la biologie d'aujourd'hui, par Heinz Woltereck, traduction de l'allemand par Gustav Kars, Paris, Buchet Chastel, 1964.
- Le corps, par Alan E. Nourse, préface de Léon Binet, traduction de l'américain par Gustav Kars, Paris, Robert Laffont, 1969.

## Sources
1. ↑  « matchID - Moteur de recherche des personnes décédées », sur deces.matchid.io (consulté le 21 janvier 2021)
2. ↑  Discographie de Gustav Kars, sur le site Discogs.
3. ↑  Gustav Kars, sur le site allmusic.com.
4. ↑  Lieder de Schubert, présentation par Gustav Kars, sur le site Gallica.
5. ↑  Lieder de Schubert, présentation de Gustav Kars, au piano: Simone Tilliard, sur le site Recherche Isidore.
6. ↑  C'est ainsi que l'on crée, à propos de La Main heureuse d'Arnold Schönberg, éditions Joëlle Caullier, sur le site Google Books.